# ポーカー

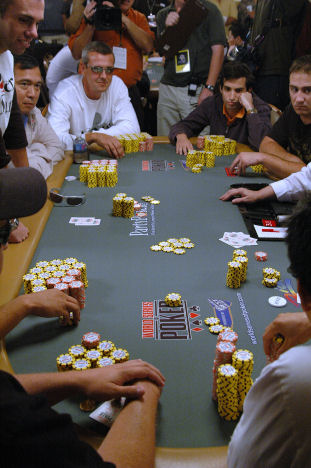

ポーカー（poker）は、トランプを使って行うカジノゲームの一種。心理戦を特徴とするゲームである。プレイヤー達は5枚の札でハンド（役、手役）を作って役の強さを競う。
ギャンブルとしてプレイする場合は現金をチップに交換し、勝って獲得したチップが収入になる。自らプレイを行いチップを獲得する。バカラのように他のプレイヤーの勝者を予想するギャンブルではない。多くのギャンブルはプレイヤーと胴元の勝負であるが、ポーカーの場合はテーブルに座っている客同士の勝負であり、胴元は後述の「アンティ」または勝利したチップの一定の割合を手数料として受け取る。他のカジノゲームとは違い、胴元はギャンブルには参加せず、ゲスト同士の勝負のためのテーブルとゲーム進行などのサービスを提供しているという形である。
競技（トーナメント）として行われる場合は、参加費用を払い、参加者全員に同じ量のチップが配られ、最終的に残ったチップの数で順位が決まる。賞金はスポーツ競技と同様に順位によって支払われる。
ポーカーという言葉の成り立ちは「#歴史」の項目で詳細を示す。突くという意味のpokeや、同一の綴である火かき棒（poker）や、豚肉を意味するポークとは歴史上の関連はない。

## ポーカーの特徴
ポーカーは、ハンドの強さを競うゲームである。相手をフォールドさせれば（ゲームから降りさせれば）、ハンドの強さに関わらず勝つことができることから、ブラフ（ハッタリ。ベットすることによって弱い手を強く見せて相手をフォールドさせようとすること）に代表される心理戦の占める割合の高いゲームであるとされる。勝ち負けの数にはあまり意味がなく、勝ったときのチップを大きくし、負けたときの損失を最小にするための総合的な戦術がより重要である。また、他のプレイヤー達の仕種、表情、賭けたチップの枚数等から他のプレイヤー達のハンドの強さを予想し、自分の賭けるチップの枚数を決める。このゲームでは相手を惑わすために、わざと驚いて見せたり、嘘をついたりすることが認められている。とはいえ、実際のゲームにおいて相手の表情などを読んで自分のアクションの判断材料にする場面は、巷間で信じられているほどには多くない。

## 共通ルール
以下ではほとんどのポーカーに共通するルールを説明する。
使用するものは、トランプ一組52枚、ポーカーチップ。
通常はジョーカーは使わない（ワイルドポーカーの項を参照）。

### ポーカー・ハンドに関する注意

#### ストレートにおけるAの取り扱い
ストレート（およびストレートフラッシュ）では、AはKとも2ともつなげることができる。すなわちA-2-3-4-5も10-J-Q-K-Aもストレートとみなされる。しかしQ-K-A-2-3のようにK-A-2を含むものはストレートとはみなされない。
また、A-2-3-4-5のストレート（別名でwheelやbicycleという場合もある）はAが入っているが、2-3-4-5-6のストレートよりも強いわけではない。wheelはストレートの中で最も弱い、5ハイストレートである。ただし、例外的にパイガオポーカーというゲームでは、A-2-3-4-5は10-J-Q-K-Aの次に強いストレートとされる。

#### 同一の役ができた場合の強弱
二人のプレイヤーが同一の役を作った場合、以下のようにしてハンドの強弱を決める。カードの強さは、A>K>Q>J>10>...>3>2>(1)となる。ストレートの場合のAは2とつながっている場合は1扱いとなり最弱のカードとなる。
1. まずハンドの「主要部」（ワンペアならペアになっているカード、ツーペアならペアになっているカードのうち強い方、スリーオブアカインド・フルハウスなら三枚組になっているカード、フォーオブアカインドなら四枚組になっているカード、ノーペア・ストレート・フラッシュ・ストレートフラッシュなら最も強いカード）のランクの大小を比較する。
2. （ツーペア・フルハウスのみ）主要部が同じなら、準主要部（ツーペアならペアになっているカードのうち弱い方、フルハウスなら三枚組になってない二枚組の方）のランクの大小を比較する。
3. それが同じなら、キッカー（残ったカード）のうち最も高いランクのカードを比較する。
4. 以下順に二番目、三番目、四番目に高い札のランクを比べる。
5. これらが全て同じ場合には、引き分けとみなされる。

引き分けになった場合は、賭けられたチップを引き分けて同着一位になったプレイヤー達で等分する。ただし、そのときに利用されているチップ単位で割れない端数が存在する場合は、当該端数については、最初にアクションを起こすべき人間（これを「ポジションの悪い人」と表現する）に与えられるというルールが一般的である。
通常はカードのスートは考慮に入れず、ランクのみを比較するが、日本国内で古くからある解説書などにおいては、スートを比較すると記述されているものもある。また中華圏のスタッドポーカーでもスートまで比較するのが普通である（♠>♡>♣>♢の順が普通）。欧米でもカジノ以外ではスートを比較することもあるが、その強弱の順序は統一されていない。
勝敗の判断ではなく、（スタッドゲーム等で）アクションを行う順番を決定する場合等では、スートの強弱（♠＞♡＞♢＞♣の順）までを比較する。

### ディーラー
カジノでは、カジノ側に雇われた専属のディーラーが各ポーカーテーブルに一人ずついて、このディーラーが全てのゲームでカードを配る。
トーナメントや大規模なプライベートゲームでは「アミューズメントディーラー」がゲーム進行などを行う。
大規模ではないプライベートゲーム（一般家庭など）では、プレイヤーの一人がディーラーを兼ねることが多い。どのプレイヤーがディーラーになるのかに関して決まったルールはないが、通常は次の4通りのいずれかの方法でディーラーを決める。
1. 前のゲームにおけるディーラーの左隣の人が次のゲームのディーラーになる。
2. 前のゲームの勝者が次のゲームのディーラーになる。
3. 固定した特定のプレイヤーがディーラーになる。
4. カジノと同様に、プレイをしない人がディーラーになる。

どのルールでディーラーを決めるのかは、プレイヤー間で事前に話し合って決める。
またフロップ（コミュニティカード）・ポーカーでは、カードを配り始める基準、及び強制ベットを行わせる基準として「DEALER」と記されたプレートをゲーム毎に時計回りで動かして使用することが多い（このプレートのことを「ディーラー・ボタン」と称する）。

### チップの種類
チップの種類と、その価値はプレーヤーの間で任意に決めればよく特にルールはないが、複数の価値のチップを用意することが便利である。海外カジノにおいては、白=1、赤=5、緑色=25、黒色=100という単位である場合が多いので、この色と価値を援用する場合も多い。

#### ポーカーチップの色
ポーカーチップの価値と色の規則に国際基準はない。
国や地域で異なるだけでなく、施設ごと、あるいは単一の施設でもイベントタイプごとに異なることがある。
チップの色と大きさの統一を図るため、その地域のカジノ規制当局による指定を受けることがある。
例えば、ニュージャージー州とイリノイ州では統一された色が指定されている。
ネバダ州では色についての規制はないため、ネバダ州のカジノ（ラスベガスとか）では1ドルチップに白、青、灰色が使われる。
アメリカ合衆国のうちカジノが合法なすべての州の政府は、縁の模様の組み合わせがカジノ店舗やチップの価値により重複することがないよう要求している。
ニュージャージー州の規則では下表の通り：
| チップの価値（ドル） | 色                 |
| -------------------- | ------------------ |
| 1                    | 白                 |
| 2.5                  | ピンク             |
| 5                    | 赤                 |
| 10                   | 青                 |
| 20                   | 黄色               |
| 25                   | 緑                 |
| 100                  | 黒                 |
| 500                  | 紫                 |
| 1,000                | 蛍光オレンジ       |
| 5,000                | 灰色               |
| 20,000               | マスタードイエロー |

### ポット
ポーカーではテーブルの中央付近を、賭けたチップを置く場所として使う。このチップを置く場所をポットと呼ぶ。
プレイヤー達は、ポットの中で自分に近い場所に、他のプレイヤーが賭けたチップと区別がつくように、賭けたチップを置く。
各ディールの最後に、そのディールの勝者が受け取る時を除いて、プレイヤー達は一度賭けたチップを再び手もとに戻すことはできない。

### アンティ
プレイに参加する全員が、毎回ゲームが始まる前に一定の額を払わなければいけない参加費のことをアンティと呼ぶ。
アンティが必要かどうかは、あらかじめゲームによって決められている。
スタッドゲームでは、アンティを払うように設定されているのが一般的であるが、それ以外のゲームでは必ずしも必要とは限らない。
支払われたアンティはポットに集められ（アンティをコミッションとして徴収されてしまい、ポットに入らないハウスもある）、それ以降の掛け金と合わせて勝者が獲得する。

### ベット
ポーカーではゲーム中、何度かベット（賭け）をするための期間がある。その各々の期間をベッティング・インターバル（あるいはベットラウンド）と呼ぶ。各ベッティング・インターバルは次のように行う。
ベッティング・インターバルはいずれかのプレイヤー（フロップゲームではディーラーボタンの左隣りのプレイヤー）から開始し、時計周りに行われる。
ポーカーでは、プレイヤーはゲーム中の任意の時にゲームから降りる（フォールドする、あるいはダウン、ドロップするとも表現する）ことができる。フォールドしたプレイヤーはそのディールで負けたものとみなされる。
ディールに参加しているプレイヤーで、まだフォールドしていないプレイヤーのことをアクティブ・プレイヤーと呼ぶ。以後そのディールはアクティブ・プレイヤーのみで行われる。
フォールドの際そのディールで賭けたチップを取り戻すことはできない。フォールドしたプレイヤーがそのディールで賭けたチップはそのまま残しておき、ディールの最後にそのディールの勝者がそのチップを得る。例：25点をベットした後に相手からレイズが入った結果降りた場合、最初のベットである25点分のチップはポットに入る。
各ベッティング・インターバルはオープニングベット以前と以後とに分かれる。
オープニングベット以前では、各アクティブ・プレイヤーは自分の番が回ってきたら次のいずれかの行動を取る。
- チェックする。
- オープニングベットをする。
- フォールドする。

### チェック
チェックとはその回のベットをパスすることである。
チェックをするプレイヤーは「チェック」と宣言する代わりにテーブルを軽く2・3回叩いても、チェックの意思を表すことができる。

オープニングベットとは、ポットにチップを賭けることである。
全員がチェックした場合、ゲームは次のステップに進む。
オープニングベットが行われた後では、各アクティブ・プレイヤーは自分の番が回ってきたら次のいずれかの行動を取る。
- コールする。
- レイズする。
- フォールドする。

アクティブ・プレイヤーは、自分の番が回ってきたら前のプレイヤーと同額もしくはそれ以上の金額をかけるかフォールドするかしなければならない。
前のプレイヤーと同額のチップを賭けることをコールと呼び、賭ける金額を吊り上げることをレイズと呼ぶ。
ベッティング・インターバルは、全てのアクティブ・プレイヤーがチェックするか、あるいは、全てのアクティブ・プレイヤーの出したチップの額が同額になるまで続けられる。

### チェックレイズ
一度チェックしたプレイヤーが相手のベットに対してレイズする戦術を指す。
「一度弱いフリをして相手からチップを引き出した」とも解釈され、単にベットするよりもチェックレイズをする方が強い手を持っているように見える。

### ブラインド・ベット
フロップ（コミュニティカード）・ポーカーでは、上記のアンティを徴収しない形でプレイを行うことが多いが、これでは勝負にならない手を全て降りるという選択が用意されてしまうため、先述のディーラー・ボタンが置かれたプレイヤーから時計回りに2名が、それぞれ1ユニット、2ユニットのチップを強制的に（カードを配る前に）賭けさせられるという決まりが存在する。このときのベットを、「ブラインド・ベット」という。
ただし、ブラインド・ベットがあったからといって、アンティが必ず存在しないということはなく、アンティとブラインド・ベットを併用した形のゲームも可能であり、存在する。

### ベットの上限
ゲームが青天井にならないように、ベットおよびレイズができる額に制限を設定しておく種類のゲームを、リミットゲームと呼ぶ。逆に上限額を全く設定しないで、無制限に行えるゲームをノー・リミットゲームと呼ぶ（"NL","N/L"などと略されて表記される場合もある）。
レイズの値の制限方法には、以下のようなバリエーションがある。
フィックスドリミット (fixed limit)
あらかじめ定められた一定の額しか増額することができない。単に「リミット」と表記されている場合は、この「フィックスドリミット」を指す場合が多い。
スプレッドリミット (spread limit)
たとえば「$1から$5の範囲で任意の額を増額できる」といった、一定の幅を持たせた設定。（低額のマネーゲームで採用されている場合があるが、トーナメントではほとんど採用されない。）
ポットリミット(pot limit)
ポットにある合計金額をベットできる上限金額とするルール。
ノーリミット(no limit)
ベットおよびレイズができる額の上限を定めないルール。
ベットやレイズの額だけでなく、毎回のベットラウンドでのベットやレイズの回数にも制限が設定されている場合もある。この回数制限に達することをキャップという。
なお、ノーリミットのゲームであっても、通常は「ハンドの開始時点でテーブル上にある手持ちチップしか賭けることができない」というルール（テーブルステークスと呼ばれる）があるため、実際の上限は「自分、もしくは対戦相手の持っているチップの総額（のうち、少ない方）まで」となる。
これは、ハンドの途中でチップを買い足して不当にポットを大きくしたり、経済的に不利なプレイヤーが払いきれないベットを受けて強制的にフォールドさせられたりといった恫喝的なプレイを防止する目的で設定された制限である。
手持ちのチップ全てを賭けることを「オールイン」といい、オールインしたプレイヤーは、それ以降のラウンドをベットなしで最後まで参加できるが、その時点でアクティブプレイヤーではなくなる。オールインしたプレイヤーが受け取ることができるのは、オールインした金額に対応するベットまでで、それを超えた、あるいはそれ以降に賭けられたチップはサイドポットとして分けられ、アクティブプレイヤーのみで争われる。
逆に、自分の賭けたチップを対戦相手が受けきれない場合、対戦相手はオールインで受けることができ、その場合他にアクティブプレイヤーがいない場合は相手が受け切れなかった差額はベット不成立で返却される（他にアクティブプレイヤーがいる場合は差額がサイドポットへのベットとなる）。

### ショーダウン
各ディールの最後にアクティブ・プレイヤー達は、全員にコールされたベットまたはレイズを行ったプレイヤーが最初に、その後はコールした順に、ハンドを公開して互いにハンドを比較しあう。また最終ラウンドが全員チェックで回った場合はチェックした順にショーダウンとなる。そして最強のハンドを持っているプレイヤーがポットのチップを全て獲得する。サイドポットのある場合は、各々のポットに対する権利を持つプレイヤー同士で比較が行われる。
ハンドの公開は必須ではなく、他者が既にオープンして確定した役に対して勝利することができない場合や、どんなハンドを持っているかを見せないと戦略的に見せる場合は、フォールドするときと同じように、カードを伏せた状態にしてディーラーへ投げて非公開とすることも可能である（この行為をマック (Muck) という）。

## ポーカーの種類
ポーカーには主に以下の三種類がある。
1. クローズド・ポーカー
2. スタッド・ポーカー
3. フロップ・ポーカー

### クローズド・ポーカー（ドローポーカー）
最も古い形のポーカーで、各プレイヤーは自分の手札を全て隠してプレイをする。カードが配られたらまずベット（賭け）をし、次にカード交換を行う。そして再びベットをし、最後に全員がハンドを公開して勝敗を決める。
- 代表的なゲーム名
  - ファイブカード・ドロー
  - デュース・トゥ・セブン
  - バドージ

### スタッド・ポーカー（オープン・ポーカー）
スタッド・ポーカーはオープンなポーカーである。まず初めに各プレイヤーに何枚かの手札（枚数はポーカーの種類ごとに異なる）が裏向きに配られる。プレイヤー達は自分の手札を他のプレイヤーに見せないように自分だけで見る。次に各プレイヤーに表向きにカードが一枚ずつ配られる。ここでまず一度ベットをする。ベットが終わったら再び各プレイヤーに札が表向きに一枚ずつ配られ、ベットが行われる。以下同様にカード配布とベットとが交互に行われ、最後のベットが終わったら、全員最初に配られた裏向き札を明かし、勝敗を決める。
- 代表的なゲーム名
  - セブンカード・スタッド
  - ファイブカード・スタッド
  - ラズ

### フロップ・ポーカー
最も新しいタイプのポーカーである。フロップ・ポーカーの特徴は、中央にフロップと呼ばれる表向きの札が置かれることである。この札は全てのプレイヤーの共通の手札とみなされる。フロップが高位の札であれば自分にとって得であるが、同時に他の人にも得になることに注意されたい。プレイヤーは裏向きの手札+フロップでハンドを作る。2020年現在のポーカーゲームの8割はこのタイプで行われる。
- 代表的なゲーム名
  - テキサス・ホールデム
  - オマハ・ホールデム
  - ショートデッキ・ホールデム

他にもインディアン・ポーカーのように上記のどれにも属さないポーカーがある。

## 特殊なルール

### ローポーカー
ロー・ボールやロー・スタッドでは、最低の札を出した札が勝利する。このように札の強弱関係が逆転したポーカーをローポーカーと呼ぶ。
ローポーカーの高低の比較方法にはいくつかの変種がある。
1. A-5 (英: ace-to-five low)。ストレートやフラッシュは役とみなされない。また、Aは最低ランク（2より低い）と見なされる。したがって A-2-3-4-5 がもっとも低い（=強い）。特に断りがない場合はこれが普通である。
2. A-6 (英: ace-to-six low)。ストレートやフラッシュは役とみなされるが、Aは常に最低ランク（2より低い）と見なされる。フラッシュでない A-2-3-4-6 がもっとも低い。
3. 2-7 (英: deuce-to-seven low)。ストレートやフラッシュは役とみなされ、かつAは最高ランク（Kより高い、ただし A-2-3-4-5 のストレートを除く）と見なされる。すなわち普通のポーカーとちょうど強弱が逆転しているもの。フラッシュでない 2-3-4-5-7 がもっとも低い。

ストレートやフラッシュが考慮される場合、
- 5♣-4♣-3♥-2♦-A♠はストレートなので5♣-4♣-3♥-2♦-2♠に負ける。
- J♦-9♦-6♦-4♦-2♦はフラッシュなのでJ♦-10♦-6♦-4♦-2♠に負ける。

考慮されない場合は上記のハンドの強弱は全く逆になる。

#### カードスピークス
この方式では、ショウダウンの際に、最高のハンドを作ったプレイヤーと最低のハンドを作ったプレイヤーがポットを等分する。セブンカードスタッドなどでは、配られた手札のうち、ハイハンドとローハンドを別の組み合わせで構成することができ、その結果同一人物がハイとローの両方で勝利することもあり得る。手元に5枚しか配られないポーカーでは通常はハイとローの両方で勝つことは不可能だが、ハイポーカーではストレートとフラッシュを考慮しローポーカーでは考慮しない場合は両方で勝つハンドが完成する場合がある。例えば、6-5-4-3-2のハンドはハイではストレートになりローでは6ハイのノーハンドになるのでハイでもローでも勝つ可能性が高いハンドになる。後述のデクラレーションに比べると簡単なやり方である。なお、この形式の大抵のゲームではローハンドの成立には制限があり、規定以下のハンドを作ることができなければローハンドは認められない。例えば、「7カードスタッドハイロー エイトオアベター」であれば、ローハンドの成立には「ハイカード8のノーペア」以下の手を作らなければならない。誰にもローハンドの成立がない場合、ハイハンドで勝ったプレイヤーがローポットも獲得する。

#### デクラレーション
ショウダウンの前に「ハイ」「ロー」「ハイロー」のどのハンドで勝負するかを宣言するポーカーである。ハイとローの両方で勝負するプレイヤーはチップを2枚手の中に握る。ハイのみで勝負するプレイヤーはチップを1枚握る。ローのみで勝負するプレイヤーはチップを握らない。宣言はチップを握った手を同時に開くことで行う。その後ショウダウンを行うが、ポットの半分はハイを宣言したプレイヤーの中で最高のハンドを持つプレイヤー、残り半分はローを宣言したプレイヤーの中で最低のハンドを持つプレイヤーのものになる。ハイローを宣言したプレイヤーがいる場合は、そのプレイヤーは最高のハンドと最低のハンドを両方持っていれば、ポットを総取りできる。しかしハイかローのいずれかで勝利し、もう一方で敗北した場合はハイローを宣言したプレイヤーを負かしたプレイヤーがポットを総取りする。ハイローを宣言したプレイヤーが複数人いて、その中の一人がハイで勝ち、その中の別の一人がローで勝った場合はその二人でチップを等分する。どのハンドで勝負するかの判断を間違えると手に入れられるはずのポットを他人に取られてしまうこともあり、カードスピークスより難しい。

### ワイルドポーカー
ワイルドカードを使ったポーカーをワイルドポーカーと呼ぶ。
ワイルドポーカーでは、通常のポーカーハンドの他にファイブカードと呼ばれるハンドが認められている。ファイブカードとは、同ランクの札4枚にワイルドカードを加えた5枚からなるハンドである。ファイブカードはロイヤルフラッシュより強いとするルールが一般的だが、ワイルドカードを含まないロイヤルフラッシュはファイブカードより強いというルールが用いられる場合や、ワイルドカードを含んだロイヤルフラッシュは通常のストレートフラッシュに格下げされるルールもある。
代表的なワイルドポーカーには次のようなものがある。
- ジョーカーをワイルドカードとして加えるもの。
- （ワン・アイ・ジャック）真横を向いているため目がひとつしかないジャック（すなわちJ♠J♥）はワイルド
- （デュース（デューシーズ）・ワイルド）2の札が全てワイルド。
- （スピッド・イン・ジ・オーシャン）アナー・カード (=10,J,Q,K,A) は全てワイルド。
  - スピッド・イン・ジ・オーシャンはディーラーズ・チョイスの際に行われる余興的なゲームである。

ワイルドカードが存在すると、ポーカーのハンドの強さを確率によって格付けすることに問題があることが知られている(Wild Card Poker Paradox)。（例えば、1枚のジョーカーを加えた時、通常のように「スリーカードがツーペアよりも強い」と決めればスリーカードの方がツーペアよりも高い確率で出現し、逆に「ツーペアがスリーカードよりも強い」と決めればツーペアの方がスリーカードよりも高い確率で出現する。これは、ジョーカーを有利な手役のパーツとして使用できる特性から起こるものである。）

### ジャックポット
他の用法で使われることがよくあるが、元はポーカーの用語。
毎回のゲームでポットに集められるチップの中から、一定額を別枠として集めておき、集まったチップをジャックのフォー・オブ・ア・カインド以上の手を完成させたプレーヤーが獲得するというルールが語源。
通常のゲームで、集められた掛け金をポットと呼ぶが、この「ジャックのフォー・オブ・ア・カインド以上の手」に対する別枠のポットということでジャックポットと呼ばれた。ある程度の規模のポーカールームでは、類似のルール（ポーナス）が設定されていることも多い。
詳細なルール、条件等は個々のポーカールームが独自に設定しているため普遍的なルールはないが、おおむね以下のようなパターンがある。
- フォー・オブ・ア・カインドおよびストレートフラッシュを完成させたときに獲得できる。ハイハンドボーナス、あるいはプログレッシブボーナスと呼ばれることもある。
- フォー・オブ・ア・カインド以上の手を完成させて、かつ、他のプレイヤーに負けたときに獲得できる。バッドビートジャックポット、あるいはバッドビートボーナスと呼ばれる。極稀にしか起こらないため、積み立てられている金額も高額になることが多い。

### ポーカー・トーナメント
大人数で規定額のチップを持って同時にプレイし、チップを全て失った者（bursted）からトーナメントより排除され順位の確定が行われるルール。規定額のバイイン（参加料+手数料）を払って参加し、通常上位10~15%程度の入賞者で参加料を賞金として分配する（手数料が主催者の取り分となる）。時間ごとにブラインドが上昇し、後半はブラインドのほかにアンティを課されるようになる。ルールによっては、規定ラウンドに限り、リバイ（burstedした者が再度参加料を払うことによってチップを追加し続行可能なルール）やアドオン（リバイ締め切り時に、リバイ同様の追加の参加料を払うことでチップを追加できるルール）が認められることもある（この追加の参加料は賞金に上乗せされる）。
リバイやアドオンが認められない形式を「フリーズアウト」という。burstedしてプレイヤーが減ってくると、それに応じてプレイヤーを移動させてテーブルを整理していく通常、トーナメントチップには金銭的価値はない。
テーブル上のプレイヤーが1人になるまで続行し、テーブル移動を行わない形式を「シュートアウト」、その中で特にテーブル上のプレイヤーが1対1で開始される形式を「ヘッズアップトーナメント」という。
世界で有名なのがWSOP、WPT、EPTで、日本でのメジャータイトルはJOPT、WPT TOKYO、AJPCが人気である。

## 様々なポーカー

### クローズド・ポーカー（ドローポーカー）
1. ゲームに参加するプレイヤーはアンティを払う。
2. ディーラーはアンティを払ったプレイヤーに5枚ずつ裏向きにカードを配り、残りの札は中央に裏向きに置く。
3. カードを配り終わったら、プレイヤー達はカードを手に持って、役が揃ってるかどうか見極める。
4. 1度目のベッディング・インターバル。
5. 各アクティブ・プレイヤーは一度だけカード交換を行う。ディーラーから順に任意の枚数（0枚も可）のカードを場に裏向き捨て、捨てた枚数と同じ枚数のカードを中央のパイルから取る。
6. 2度目のベッディング・インターバル。
7. アクティブ・プレイヤーたちは自分の手札を公開する。ここで、勝敗が明らかになる。
8. 勝者はポットのチップを全て取る。

#### セブンカード・ドロー
主として、参加するプレイヤーが5人より少ないときに行われるポーカーである。
ゲームの流れは基本ルールとほとんど同様。ただしディーラーは7枚カードを配る。カード交換は0～7枚まで何枚でも可能。
最後にアクティブプレイヤーは7枚の手札から5枚を選んでハンドを作り、そのハンドの強弱を比較しあう。

#### ロー・ボール
ロー・ポーカーの一種。
ゲームの流れは基本ルールとほとんど同様。ただしより低いポーカーハンドを作ったプレイヤーが勝ち。
ロー・ボールの変種。
1. イギリスではAを最低の札とみなす。すなわち例えば3のワンペアよりもAのワンペアのほうが低い。
2. （カリフォルニア・ロー・ボール）Aを最低の札とみなし、しかもフラッシュとストレートを認めない。

#### ハイロー・ドロー
基本ルールと同様。ただし最も高いハンドを作ったプレイヤーと最も低いハンドを作ったプレイヤーがポットのチップを等分する。

#### ベスト・フラッシュ
ポーカーハンドが通常と違う。
このゲームには弱いほうから順に、ツー・フラッシュ、スリーフラッシュ、フォー・フラッシュ、フラッシュの4種類のポーカーハンドがあり、それぞれ同じスートのカードが2枚、3枚、4枚、5枚そろっているハンドである。ワンペアなどの通常のポーカーハンドは認められていない。
その他は基本ルールと同様。

#### バドージ
4枚の手札で行い、特殊なポーカーハンドを用いるロー・ポーカーの一種。
ゲームの流れは基本ルールと似ているが、4枚の手札で役を作ることと、ドロー・ラウンドを3回行うことが特徴。2回目のドロー・ラウンド後のベット・ラウンドはビッグ・ベットになるルールが多い。ハウスによっては、ドローラウンドごとにドロー可能な枚数が制限されている場合もある。例えば、1回目のドローラウンドから順に3枚まで、2枚まで、1枚までドロー可能など。
4枚で手役を作るが、同じスートおよび同じランクのカードは何枚手札にあっても1枚しか手役に使うことができない。スートが被る場合は、より低位のカードで手役を作る。
通常のポーカーの手役は適用されず、手役は強い順に以下の通りである。なお、○・カードとは、通常のポーカーの手役（○・オブ・ア・カインド）とは異なる意味である。同じ手役同士では、まずハイカード同士を比較し、低い方が勝ち（Aは最低位と見なす）。同数であればその次に高位のカードのランクを比較する。手役から省かれたカードは比較しない。
1. バドージ。スートもランクも異なる4枚のカードでできる役。最強形は、バドージ432A（例えば、4h 3s 2c Ad）である。
2. スリー・カード。4枚の手札のうち1枚がスート被りなどで使えず、3枚で手役を作った形。例えば、5h 6h 2d Asや5h 5s 2d Ac（どちらもスリー・カード52A）などの形。
3. ツー・カード。4枚の手役のうち2枚がスート被りなどで使えず、2枚で手役を作った形。例えば、5h 6h 7h 5d（ツー・カード65）などの形。
4. ワン・カード。フラッシュや4・オブ・ア・カインドの形になり最低位のカード1枚でしか手役を作れない形。珍しい形だがもっとも弱い。例えば、Ks Qs Ts As（ワン・カードA）などの形。最弱形はワン・カードK (Kh Ks Kc Kd) である。

高位のカードを交換する場合に、結果として手が悪くなるケースも多々ある（例えば、弱いバドージK432などを崩してドローした結果、スリー・カードに降格するなど）ため、ドローするかスタンドパット（ドローしない）かの判断が難しく、またドロー枚数で相手の手役がある程度推測できるという特徴がある。

### スタッド・ポーカー（オープン・ポーカー）

#### ファイブカード・スタッド（ショート・スタッド）
1. ゲームに参加するプレイヤーはアンティを払う。
2. ディーラーはアンティを払ったプレイヤーに1枚ずつ裏向きに伏せてカードを配る。
3. 各プレイヤーは配られた札を秘密裏に見て元に戻す。
4. 次にディーラーはアンティを払ったプレイヤーに1枚ずつ表向きにカードを配る。
5. 1度目のベッディング・インターバル。
6. ディーラーはアクティブ・プレイヤーに1枚ずつ表向きにカードを配る。
7. 2度目のベッディング・インターバル。
8. 以下同様に表向きに1枚カードを配ってはベッディング・インターバルに入る。
9. 5枚目のカードを表向きに配り、最後のベッディング・インターバルを終えたら、アクティブ・プレイヤーは裏向きのカードを表にし、ハンドの強弱を比較する。
10. 勝者はポットのチップを全て取る。

ゲーム中各プレイヤーは、下のカードが見えるように順に重ねてカードを置く。

#### セブンカード・スタッド
ゲームの流れはファイブカード・スタッドと同様。ただし最初に裏向きに2枚、表向きに1枚に配る。
以降、ベッディング・インターバルを行う毎に表向きに1枚配り、最後の7枚目は裏向きに配られる。7枚目のベッディング・インターバルが終わったら、アクティブ・プレイヤー達は裏向きのカードと表向きのカードをあわせた計7枚の全ての手札を公開し、その中から最強の組み合わせになる5枚を選び出してハンドの強弱を比較する。

#### ロー・スタッド
ファイブ（セブン）カード・スタッドと同様。ただし最も低いハンドを作ったプレイヤーが勝ち。

#### ハイロー・スタッド
ファイブ（セブン）カード・スタッドと同様。ただし最も高いハンドを作ったプレイヤーと最も低いハンドを作ったプレイヤーがポットのチップを等分する。

#### Razz
セブンカード・スタッドと同様。ただし最も低いハンドを作ったプレイヤーが勝ち。このルールでのカードの強さは、K>Q>J>10>...>2>Aで、低い札が勝つ。

#### カナディアン・スタッド
ファイブカード・スタッドと同様。ただしフォー・ストレート、フォー・フラッシュ、フォー・ストレートフラッシュという3種類の役を認める。
フォー・ストレートとは、5枚の札のうち4枚の札のランクが連続しているハンドのこと。（例えば♣8 ♡7 ♡6 ♢5 ♢2）。
フォー・フラッシュとは、5枚の札のうち4枚の札のスートが連続しているハンドのこと。（例えば♠J ♠7 ♠4 ♠2 ♡K）。
フォー・ストレートフラッシュとは、5枚の札のうち4枚の札のスートとランクが一致しているハンドのこと。（例えば♠J ♠10 ♠9 ♠8 ♡3）。
ハンドの強さは、ツーペア<フォー・ストレート<フォー・フラッシュ<スリーカード<……<フルハウス<フォー・ストレートフラッシュ<フォーカード。

#### メキシカン・スタッド
フリップ・スタッド、ファイブカード・ターンアップ、ピープ・アンド・ターンとも呼ばれる。
1. ディーラーは各プレイヤーに札を2枚ずつ裏向きに伏せて配る。
2. 各プレイヤーは配られた札を秘密裏に見て、順に2枚のうち1枚を選んで表向きにする。
3. 一度目のベッティングインターバル。
4. ディーラーは各プレイヤーに裏向きに札を1枚ずつ配る。
5. 各プレイヤーは配られた札を秘密裏に見て、伏せられた2枚のうち1枚を選んで表向きにする。
6. 二度目のベッティングインターバル。
7. 各プレイヤーのカードが5枚になり、4回目のベッティングインターバルを行うまで、以下同様に繰り返す。
8. ショーダウン

### フロップ・ポーカー（コミュニティカード・ポーカー）

#### テキサス・ホールデム
ラスベガス等の世界中のカジノのポーカールームでプレイすることのできる一般的なフロップゲームである。名称としては「ホールデム」や「テキサス」とも呼ばれることが多い。
2枚の手札と5枚の共有カードを組み合わせて役を競うポーカー。手札と共有カードの組み合わせ方は自由である。
海外のカジノや、ゲームサイトで人気があり、ワールドシリーズオブポーカーという世界選手権のメインイベントの種目は、この「テキサス・ホールデム」である。

#### オマハ・ホールデム
4枚の手札と5枚の共有カードを組み合わせて役を競うポーカー。ただし制約があり、手札から2枚、共有カードから3枚の組み合わせに限られる。名称としては単にオマハとも。
テキサス・ホールデムと似たスタイルのゲームで、より高位の役が期待される。ハイローのルールを組み合わせて遊ばれることも多い。高位の役が期待されるため、賭けの総額も（参加プレイヤーが多くなるため）必然的に増加する傾向にある。
テキサス・ホールデムとは違い手札の数が4枚に変更される。4枚になるので手役はある程度できやすいといえるが、その反面必ず手札を2枚、場に出ているカード5枚から3枚を使わなくてはいけないというルールがあり、テキサス・ホールデムよりもかなり戦略性が高くなったフロップゲームといえる。
ゲームの流れは以下の通りとなる（ハイの場合のみ説明）
1. ブラインドベット（ディーラーボタンと呼ばれる器具の左隣1・2番目の人が払う強制ベット額）を行う
2. カードをプレイヤー1名に対して4枚をディーラーボタンの左隣1番目の人から全員にディールする（配る。この時カードは1枚ずつ配るものとされている）
3. ベットラウンド1
  - 全員のベット額が同額になり次第ディーラーはカードを1枚捨て（バーンカードという）3枚のカード（フロップと呼ばれる）をボード上に表向きにして置く
4. ベットラウンド2
  - 全員のベット額が同じになり次第ディーラーはカードを1枚捨てターンと呼ばれる4枚目のカードを場に表向きにして出す
5. ベットラウンド3
  - 全員のベット額が同じになり次第ディーラーはカードを1枚捨てリバーと呼ばれる5枚目のカードを場に表向きにして出す
6. ベットラウンド4
  - 全員のベット額が同じになり次第ショーダウン（カードを明かす）
7. ディーラーの裁定で役の強さが決定され、一番強い手役をもっている人にチップが全て渡される

（引き分けの場合はチップの量を可能な限り引き分けたプレイヤーで割り、それを引き分けたプレイヤー全てに渡される）

### その他

#### HORSE
5つのポーカーゲームを組み合わせたゲームで、通常、ある一定の時間が経つとゲームが変更される。
名前の由来はH：テキサス・ホールデム、O：オマハ・ホールデム、R：Razz、S：セブンカード・スタッド、E:セブンカード・ハイロースタッド・エイトオアベターの頭文字をとったものである。

#### インディアン・ポーカー
配られた5枚の手札を、自分は見えず、相手からは見えるスタイルでプレイするポーカー。
おのおのが額の部分にカードを表向きにさらす。自分の強さがわからないため、読み合いも関連しブラフに独特の味がでる。
簡便のため1枚の手札で行われることもあり、むしろそのほうがポピュラーである。

#### ポーカー・ソリテール
ポーカー・ソリティア、ポーカー・ペーシェンス、ポーカー・スクェアとも。
カード・ペーシェンスの一つ。通常のポーカー・ゲームと違い一人で楽しむ。
一組52枚のカードから25枚を抜き出す。そしてその25枚のカードを、5×5の正方形に並べる。どのカードをどの位置に置くのかはプレイヤーが自由に決めることができる。
正方形の縦5列、横5行で計10個のポーカー・ハンドができる。ハンドには下表のように点が割り振られている。
できたハンドの点の合計値が得点である。目標はより高い得点を目指すこと。
| 名前                 | アメリカ式スコア | イギリス式スコア |
| -------------------- | ---------------- | ---------------- |
| ノーペア             | 0                | 0                |
| ワンペア             | 2                | 1                |
| ツーペア             | 5                | 3                |
| スリーカード         | 10               | 6                |
| ストレート           | 15               | 12               |
| フラッシュ           | 20               | 5                |
| フルハウス           | 25               | 10               |
| フォーカード         | 50               | 16               |
| ストレートフラッシュ | 75               | 30               |
| ロイヤル・フラッシュ | 100              | 30               |

アメリカ式のスコアは、ランダムにカードを選んだ時のハンドのできやすい方から順に点を高くしてあるだけであるが、それに対しイギリス式のスコアはポーカー・ソリティアを行った時のハンドのできやすさに基づいて点が割り振られている。
変形ルール
いきなり25枚を抜き出すのではなく、裏向きに置かれたデックからカードを一枚ずつ表にしていく。次のカードをめくる前に今表にしたカードをどこに置くか決めなければならない。
地方ルールによっては、斜めの5枚カードの得点もつける。
コンペティティブ・ポーカー・ソリティア
コンペティティブ・ペーシェンスの一つ。2人で行う。一人25枚ずつカードを配り、各々ポーカー・ソリティアを行う。得点が高い方が勝ち。
関連ゲーム
クリベッジ・ソリティア：ポーカー・ハンドの代わりのクリベッジのハンドを使って同種の遊びを行う。

#### ビデオポーカー
ポーカーの役のルールを利用して、コンピューターを相手に一人で遊ぶゲーム。手札を正しく交換し、高い役を作り多くの配当を得ることを目的とする。一意に最適戦略が決定することから、シリアスプレイヤーに好まれている。ただし、日本などではパチスロと同様の方式で役フラグを抽選し、それに合わせて配られるカードを制御する方式がとられる場合もある（これは、ラスベガスなどでは許されていない方式である）。この場合、いくら最適戦略をとっても、フラグのない役は絶対に揃わないし、狙い役と違う役を狙った場合にその役を取りこぼす（完成できない）ことがある。
ビデオポーカーはスロットマシンのゲームの一つと認識されており、単にポーカーといった場合、ビデオポーカーは含まれないことが多い。
オンラインポーカーなどカードゲームとしてのポーカーをビデオゲーム化されたゲームタイトルの事は通常はビデオポーカーとは呼ばれない。

## 歴史
ポーカーの歴史に関しては幾分議論が必要である。ゲームの名前は、ドイツのポッヘン（pochen、「ノックする」の意）というゲームを先祖に持つ、フランスのポーク (poque) からきていると考えられている。しかしこのゲームが本当にポーカーの先祖であるのかどうかはよくわかっていない。
ポーカーはペルシャのゲームアース・ナース (ās nās) に非常によく似ている。アース・ナースがおそらくペルシャの水夫からフランス移民を通じてニュー・オリンズに入ったという説がよく行われるが、デビッド・パーレットはアース・ナースが文献上19世紀末以前に遡らないとして、この説を疑問視している。
ポーカーのもうひとつの先祖と考えられているゲームは、ルネッサンス時代のゲームであるプリメロ（primero）とフランスのブルラン（brelan）である。イギリスのブラグ（brag）はブルランにブラフの要素を取り込んだゲームである（当時すでにブラフの概念を使ったゲームは他にも存在した）。
これらのゲーム全ての影響を受けて現在のポーカーが形作られた可能性も十分ある。
イギリスの俳優ジョセフ・クロウェルが1829年にニュー・オリンズで行われたポーカーゲームのことを記している。ここに書かれているゲームは、20枚のカードを使って最も高いハンドを作ったプレイヤーが勝利するというルールで4人で行われた。1843年に出版されたJonathan H. GreenのAn Exposure of the Arts and Miseries of Gambling (G. B. Zieber、Philadelphia) に、ポーカーがニューオリンズからミシシッピの川船によって伝わり、通常ギャンブルとしてプレイされていたのだと記されている。
ポーカーが広まってすぐに、52枚のフルデックを使ってゲームされるようになり、フラッシュの役が導入された。南北戦争の間にドロー・ポーカー、スタッド・ポーカー（手札の枚数が5枚のもの）、ストレート・ポーカーなどを始めとした色々なルールのポーカーが生まれた。
その後、ポーカーはアメリカで発展を続け、1875年頃にはワイルド・ポーカーが、1900年頃にはロー・ボールとスプリット・ポット・ポーカーが生まれた。他の国、特にアジアへは、米軍基地を通じてポーカーは広まった。
1970年に行われたワールドシリーズオブポーカー以来、ポーカー・トーナメントはアメリカのカジノを通じてポピュラーになった。

## 日本におけるポーカー

### クローズド・ポーカー
日本には合法のカジノは存在しない（賭博及び富くじに関する罪により処罰の対象となる）。ババ抜きや神経衰弱のような気軽なゲームとして「ポーカー」が遊ばれることが多く、また各トランプメーカーのルール解説もそれを想定したものが多い。
現在、日本でよく遊ばれてるポーカーは「クローズド・ポーカー」（別名、ドローポーカー）である。5枚のカードを伏せてプレーヤーに配り、好きな枚数だけ取り換えて役（ハンド）をそろえていくゲームで、カードが相手に見えないために情報量が少なく、相手の表情や態度などを見て駆け引きをする「心理戦」が大きな醍醐味となる。ローカルルールではカードの交換回数を2回とするものや無制限（いち早く良い手を揃えたと思ったプレイヤーが「ストップ」と言うまで全員が何度でも交換できる）とするケースもあるが、公式にはカードの交換回数は1回が一般的である。
日本では、チップを賭けたポーカーは、コンピューターゲームや、友人同士で行われることが多い。
日本のドローポーカーでは、開始の前、あるいはカード交換の後に一度だけベット（チップの賭け）を行う場合が多い。それに対し少し前のラスベガスルールでは、カード交換の前と後の二回ベットを行う。しかし、この方式はテキサスホールデム全盛のいま、米国でこのルールでプレーをしようとしても、相手がまったく見つからないのが現状である。
また、このルールでは一回目のベットではまだカード交換が行われていないので、どのプレイヤーも自分の手札が最終的にどのくらい強くなるのかを知らない状態で賭けなければならない。プレイヤー達はこのような不確かな状況で、他のプレイヤーの動きを見て、予想し、自分が勝つためには自分の手札をどのくらい強くしなければならないのかを判断する。そして、その状況判断に応じて、その手札で勝負するのか、ゲームから降りるのか、チップを賭けて勝負するのか、また、その時、賭けるチップの枚数をどうするのか、といったことを決めなければならない。
また、ドローポーカーでは、プレーヤーは高い役（ハンド）をそろえていなくても、「ベット！」、「コール！」、「レイズ！」と叫んで相手のプレーヤーたちに心理的なプレッシャーをかけることができ、それで、自分のハンドに自信をなくし、弱気になったプレーヤーを自発的に「フォールド」（ゲームから降りる）させることもできる。また、プレーヤーたちが、ベット、コール、レイズしていくと、テーブルの中央にチップがたくさん集まっていく。そして、「ショーダウン」して、高いハンド（役）を作ったプレーヤーが勝ちとなり、テーブルに集まった全てのチップを1人の勝者が獲得する。このようにドローポーカーは、人間と人間との心理的な駆け引きが要求される、戦略性とギャンブル性のあるゲームである。
しかし、日本では、このようなブラフ（ハッタリ）の戦法で相手にプレッシャーをかけてゲームに勝つことを良くないと思ってる人も多い。そこで、本来のポーカーのルールでプレイしても1回目のベットラウンドが事実上省略される（全員チェック、または、ミニマムベットで進行する）ことが多かったり、省略されているケースもある。また、このような事情を考慮して、「アンティ」（参加費）を高くして、逆に「ポットリミット」を低く設定（場合によってはポットリミットがアンティと同額＝ベットラウンドを完全に省略）して、チップの賭けではなく単純に最高位の手役を作ることを競うゲームとして遊ばれることも多い。この場合、ノーチェンジが出た時点で以後のドローラウンドには進まない条件で、ドローラウンドを増やすことがある（この場合、山札がなくなったら捨札を戻すというルールもある。）。山札がなくなるまで、各プレイヤーがドローできるルールや捨て札を戻してドローできるルールもある。
この場合、ゲームの勝敗は、プレーヤーたちの最終的な手札の「ハンド」（役）の強さだけで勝負判定される。

### ルール・スートによる決着
最近のラスベガスなどではカードランクの比較までで双方同じ手であれば引き分け（スプリットポット）となるが、日本のルールでは、カードランクの比較までで同じ場合、カードのスート比較をして決着をつける場合が多い。たとえば、ツーペアの場合、海外の標準では高いほうのペアのカードランク比較→もう一方のペアのカードランク比較→キッカーのカードランク比較→スプリットポットとなっている。しかし、日本式では高いほうのペアのカードランク比較→高いほうのペアのスートを比較というルールである。これは、トランプの持つスートという属性を生かし、早くわかりやすく決着をつけられるという特長もある。日本ルールでは、ランクだけでなくスートまで考慮した戦略が求められる。

## ポーカーに関連する内容

### ポーカーを楽しむための用具
ポーカーゲームを始めるために必要な用具は、手札の強さだけの勝負の場合は、トランプのみである。ベッティングを行う場合は基本的にはトランプとチップがあれば十分運営、進行することができる。トランプは繰り返しゲームを進行しても傷みにくいプラスティック製のカードを使用することが好ましい。チップはデノミ（数字表示）の入った3種類から4種類のポーカーチップがあれば十分である。本格的な持ち運び用のポーカーチップセットには、必要となる数種類のデノミ（1，5，10，25，100，500など）のチップとディーラーボタンとトランプが含まれている。
店舗やトーナメント大会などで本格的にポーカーを運営する場合には、この他に、ポーカーテーブル、カットカード、ディーラーボタンを用意してほしい。カードについては、「1回の使用でカードを破り捨て廃棄するバカラほどではないがそれなりの頻度でのカード交換が望ましく、特に新たにテーブルをオープンする際には封の切られていないカードをすべてのプレイヤーの目の前で開封することが望ましい」「カードの再利用を前提とした、カードの傷みを厭うことに起因する不十分なシャッフルでゲームを壊すことは望ましくなく、使い捨てを前提とすることによってより激しいシャッフルを行える」「客によるカードの破損によるカード消費コストを抑えるとともに、客にそれを遠慮させないように配慮する（通常、客はカードを折り曲げるといった荒い扱いを行うことも十分あり得る）」という理由により、本格的な運営をするならば使い捨て可能な安価な紙製カードを用いることが望ましいとされていたが、高品質で耐久性に優れるプラスチック製カードの普及により、前述のワールドシリーズ・オブ・ポーカーをはじめとするポーカー大会や一部のカジノではプラスチック製のものが採用されている。
最近では、ディスカウントストアや百貨店で販売しているので手軽に調達できる。
その他、通販ショップなどでもトランプ専門店、カジノ専門店などで良心的なお店が多く、手軽に安全に購入できる。

### ポーカーに関連する単語
ポーカー用語の一覧
ポーカーフェイス (poker face)
心の動きを隠してつくった無表情な顔つきや様子のこと。とぼけ顔。ポーカーをする際、相手に持ち札の良し悪しを悟られないように表情を変えないようにすること（戦術）に由来する。

### ポーカー関係者・大会・表彰
大会
- ポーカートーナメント（英語版）

表彰
- Poker Hall of Fame（英語版） - ポーカー殿堂[8]。

### ポーカーを題材にした映画

#### ポーカーが主題
- テキサスの五人の仲間(1965)
- シンシナティ・キッド(1965)
- 5枚のカード(1968)– 原題：Five Card Stud
- スティング (映画)(1973)– 原題：The Sting
- マーヴェリック(1994)
- ラウンダーズ (映画)(1998)
- シェイド (映画)(2003) - シルベスタ・スタローンも出演している。
- ラッキー・ユー(2007) - 2003年のポーカー世界選手権をモチーフにした作品
- モリーズ・ゲーム（2017）

#### 一部で登場する
- カジノ・ロワイヤル(2006)- 長時間テキサス・ホールデムをするシーンが描かれており、少々ポーカーのルールを理解していないと理解しにくい場面もある(1967年版映画と原作はポーカーではなくバカラである。)。
- ターミネーター2 - カップに五枚のカードが描かれている「Wildcard Poker」というゲーム要素がある自動販売機が登場する。警備員が購入したカップの役はフルハウスであり、運が良いと言った直後にターミネーターに殺害されるシーンがある。ポーカーハンドの強さを知らないと何故運が良いのか理解しにくい場面でもある。
- オーシャンズ11 - 登場人物のラスティ・ライアンがドローポーカーによるいかさまポーカーを教えているシーンがある（映画公開時に主流のテキサス・ホールデムではない。）。

### ポーカーを主題にした小説
- カナリア殺人事件（1927年）－S・S・ヴァン・ダイン著。探偵ファイロ・ヴァンスが女優殺人事件の容疑者4人を集めてポーカーをプレイし、その行動を観察して真犯人を推理する。
- 悪党どものお楽しみ（1929年） - パーシヴァル・ワイルド著
- 偶然の音楽（1990年） - ポール・オースター著
- 殺人カジノのポーカー世界選手権（2003年） - ジェイムズ・マクマナス著（ドキュメンタリー小説）
- Fake（2004年） - 五十嵐貴久著
- ポーカーはやめられない ポーカー・ミステリ書下ろし傑作選（2007年） -  オットー・ペンズラー編（15人の作家が書き下ろした「ポーカー・ミステリ」15編を収録）

### ポーカーを主題にした漫画
- 武装ポーカー（1980年） - ポーカー勝負を描いた荒木飛呂彦のデビュー短編。
- 100万$キッド（1986-1988年） - 石垣ゆうきの漫画（原案協力：宮崎まさる）。全79話中、第35話まではラスベガスなどでのポーカー（クローズド・ポーカー）のトーナメントが描かれる。第64話はインディアンポーカー、第65話から第71話はファイブカード・スタッド、第72話から第79話（最終話）はクローズド・ポーカーの勝負が描かれる。
- ジョジョの奇妙な冒険 Part3 スターダストクルセイダース（1989-1992年） - 荒木飛呂彦の漫画。1エピソードである「ダービー・ザ・ギャンブラー」（全6話）では、超能力を利用したイカサマの指摘、レイズ、ブラフが登場する。
- 世紀末博狼伝サガ（1995-1998年） - 宮下あきらの漫画。
- LIAR GAME（2005-2015年） - 甲斐谷忍の漫画。カードを17枚（絵札以上の合計16枚とジョーカーのみ）しか使わない変則ポーカー『17(セブンティーン)ポーカー』が登場するほか、必要なカードを全て入札により得る『入札ポーカー』にも登場する。
- 嘘喰い（2006-2018年） - 迫稔雄の漫画。イカサマを利用したゲームだけでなく、通常のギャンブルとしても何度かプレーされている。
- 賭博堕天録カイジ 和也編（2009-2012年）および賭博堕天録カイジ ワン・ポーカー編（2013-2017年） - 福本伸行の漫画。1対1で、互いに1枚のカードを使って勝負する「ワン・ポーカー」が登場する。役はないためトランプゲームの戦争に近い。また、同作者の賭博覇王伝 零 ギャン鬼編にて、双方1セットずつ、ジョーカーを除いた100枚のトランプを用いた変則ルールの「100枚ポーカー」が登場する。
- ジャンケット（2010-2011年） - 原作：赤木太陽、作画：紅林直。テキサス・ホールデムが主題の漫画。
- BET - 押川雲太朗の漫画。交換する手札を公開するクローズドポーカーや、トーナメント・チップが金銭的価値を持つ変則ルールのポーカーが登場する。

### ポーカーを題材にしたゲーム
ゲーム内のミニゲームとして遊べる作品を除く。
- 逆転裁判4ではポーカーがストーリーの鍵となっている。
- 咎狗の血 - トランプのスートが刻まれたドッグタグを暴力で奪い合い、特定のハンドを揃えることを目指すデスゲーム「イグラ」が物語の軸となる。
- 一億人のテキサスポーカー - 日本では馴染みの薄いテキサスホールデムをテーマにしたAndroidゲームアプリ。
- ドラゴンポーカー - ロールプレイングゲームとポーカーが融合したiOS/Androidゲームアプリ。
- ポーカースタジアム - テキサスホールデム・ポーカーで競い合うネット対戦のアーケードゲーム。

### ポーカーを題材にしたドラマ
- 仮面ライダー剣 - 本作品で仮面ライダーはトランプを模した「ラウズカード」に怪人（アンデッド）を封印していく（ライダーのモチーフもトランプのスート）。また、ライダーたちはそれらの封印されたトランプの力で変身し、最強形態の仮面ライダーブレイドのキングフォームはポーカーのハンド名にちなんだ技を繰り出す。

### ポーカーを題材にした楽曲
- 「ハートで勝負」 - 石野真子が1980年4月にリリース、通算9枚目のシングルの楽曲
- 「ロイヤル・ストレート・フラッシュ」 - 近藤真彦が1983年11月にリリース、通算12枚目のシングルの楽曲
- 「closed POKER」 - UVERworldが2010年4月にリリース、5枚目のアルバム『LAST』に収録された楽曲
- 「POKER POKER」 -真壁瑞樹が2013年8月にリリース、「THE IDOLM@STER LIVE THE@TER PERFORMANCE 05」に収録された楽曲

## 関連書籍
- 「ポーカー教本 」（アレックス フィーバー (著), 安藤 福郎 (翻訳)、データハウス） (1995/6/1)

- 「こんなにいっぱい トランプ・ゲーム」（保科 橋一 (著)、金園社） (2010/11/16)

- 「図解入門 トランプDE遊ぼう!!」（林 虎雄 (監修)、つちや書店） (2011/11/1)

- 「トランプで遊ぼう! -こどもから大人まで! ゲーム・マジック・占い」（上口 龍生 (監修), 三田 皓司 (監修), シャーリー・スー (監修)、池田書店） (2012/10/24)

- 「トランプゲーム大全」（赤桐 裕二 (著)、スモール出版） (2014/11/28)

- 「トランプを初めてやる人の本」（青木 光 (著)、つちや書店） (2015/10/30)